# Dark Horse (Twista)
Dark Horse è il nono album in studio del rapper statunitense Twista, pubblicato nel 2014.

## Tracce
1. The Dark Horse (featuring Tyme) – 3:25
2. I Am Such a Mobsta – 3:25
3. Devil’s Angel – 3:10
4. Beast – 3:32
5. Getting Paper (featuring Dra Day) – 4:03
6. It’s Yours (featuring Tia London) – 3:29
7. One More Joog – 3:50
8. Crisis (featuring Tech N9ne) – 3:23
9. Burnin (featuring Wiz Khalifa & Berner) – 4:21
10. Want My Love (featuring DJ Victoriouz) – 3:50
11. Nothing Like Me (featuring Gritz) – 3:47
12. Me and You – 3:24
13. 6 Rings – 4:36

Tracce bonus - Edizione deluxe
1. Throwin' My Money (featuring R. Kelly) – 3:59
2. D.O.A. – 2:56
3. No Friend of Me (featuring Chief Keef & Stunt Taylor) – 3:33
4. Got Away – 3:07